# Klarflügel-Wollfledermaus

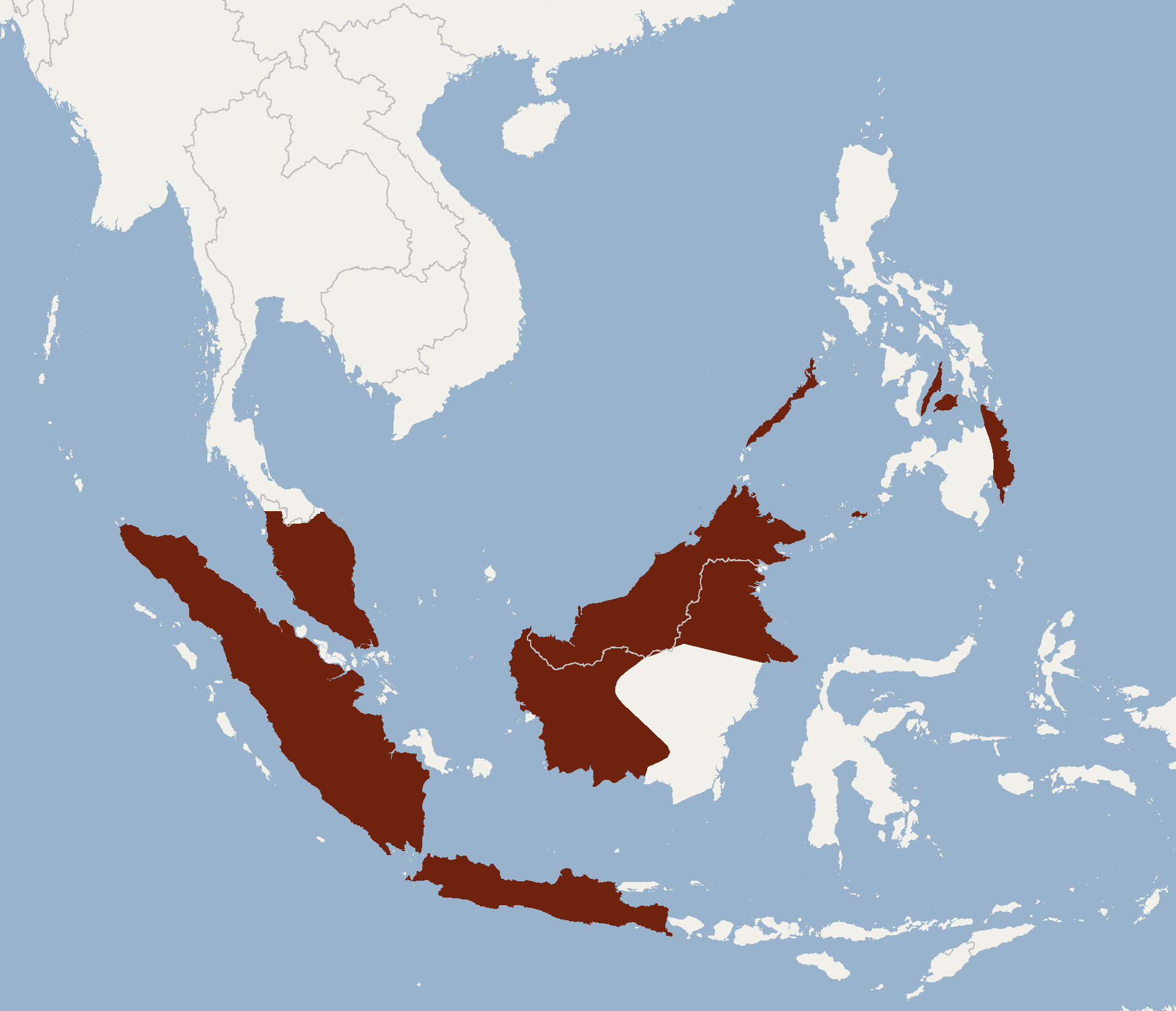
Verbreitungsgebiet der Klarflügel-Wollfledermaus

Die Klarflügel-Wollfledermaus (Kerivoula pellucida) ist ein Fledertier in der Familie der Glattnasen, das in Südostasien vorkommt.

## Merkmale
Das deutlichste und namensgebende Merkmal dieser Fledermaus sind die fast durchsichtigen orangebraunen Flügel und Ohren. Wie bei den anderen Gattungsmitgliedern ist der Rumpf mit wolligem Fell bedeckt. Es hat oberseits eine orangebraune Farbe, während die Unterseite hellgrau bis weiß ist. Auf der orangeroten Haut des Gesichtes kommen nur wenige Haare vor. Ein Nasenblatt ist nicht vorhanden. Die Art erreicht eine Gesamtlänge von 88 bis 96 mm, eine Schwanzlänge von 45 bis 50 mm, eine Unterarmlänge von 31 bis 34 mm sowie ein Gewicht von 4 bis 5 g. Sie hat 7 bis 8 mm lange Hinterfüße, 15 bis 18 mm lange Ohren und spitze Zähne.

## Verbreitung und Lebensweise
Das Verbreitungsgebiet der Klarflügel-Wollfledermaus reicht von der südlichen Malaiischen Halbinsel über Sumatra und Borneo bis Java sowie zu den Philippinen. Die Art lebt in verschiedenartigen Wäldern im Flachland sowie in Gebirgen bis etwa 1000 Meter Höhe.
Die Klarflügel-Wollfledermaus fliegt meist dicht über dem Grund und jagt mit Hilfe der Echoortung. Dabei nutzt sie Rufe deren Frequenz zwischen 58 und 178 kHz liegt. Weibchen können zu verschiedenen Zeiten des Jahres paarungsbereit sein. Ein Wurf enthält ein Jungtier, das sich bei Ausflügen im Fell der Mutter festhält. Die Geschlechtsreife tritt etwa nach einem Jahr ein. Als Ruheplatz dient das dichte Blattwerk, z. B. von Bananenpflanzen.

## Status
Die Art ist durch Waldrodungen und andere Landschaftsveränderungen bedroht. Die IUCN nimmt an, dass sich der Bestand in den kommenden 15 Jahren (drei Generationen) um 30 Prozent verringert. Die Klarflügel-Wollfledermaus wurde in die Vorwarnliste (Near Threatened) aufgenommen.